# تل استار: داستان جو میک
تل استار: داستان جو میک (انگلیسی: Telstar: The Joe Meek Story) فیلمی در ژانر موزیکال و مستند درام به کارگردانی نیک موران است که در سال ۲۰۰۸ منتشر شد.

## بازیگران
- کوین اسپیسی
- پم فریس
- جیمز کوردن
- تام برک
- جان لی
- جاستین هاوکینز
- تام هارپر